# فرودگاه میرامیچی
فرودگاه میرامیچی (به انگلیسی: Miramichi Airport) یک فرودگاه همگانی باربری با کد یاتا YCH است که یک باند فرود آسفالت دارد و طول باند آن ۱۷۹۸ متر است. این فرودگاه در کشور کانادا قرار دارد و در ارتفاع ۳۳ متری از سطح دریا واقع شده‌است.